# Царюк Юрій Степанович
Ю́рій Степа́нович Царю́к — полковник медичної служби Збройних сил України, хірург вищої категорії, кандидат медичних наук.

## З життєпису
У медицині з 1980-х років, провів понад 10 000 операцій. Начальник відділення 376-го військового госпіталю Військово-медичного клінічного центру Західного регіону, Чернівці. Очолював медичну групу, яка у травні та влітку 2014-го здійснювала оперативні втручання в зоні бойових дій. Перебували біля Старобільська, Оріхового. Медпункт працював цілодобово, виїздили з медротою на бойові завдання.

## Нагороди
За особисту мужність, сумлінне та бездоганне служіння Українському народові, зразкове виконання військового обов'язку відзначений — нагороджений
- 10 жовтня 2015 року — почесним званням «Заслужений лікар України».